# سرجیو باستیدا
سرجیو باستیدا (انگلیسی: Sergio Bastida؛ زادهٔ ۳ سپتامبر ۱۹۷۹) بازیکن فوتبال اهل آرژانتین است.
از باشگاه‌هایی که در آن بازی کرده‌است می‌توان به باشگاه فوتبال بلشانی، باشگاه فوتبال نئا سالامیس فاماگوستا، باشگاه فوتبال زوریخ، باشگاه فوتبال لوگانو، و باشگاه فوتبال تپلیس اشاره کرد.